# Svatý Tarsicius
Svatý Tarsicius byl římský chlapec, tajný křesťan za dob pronásledování prvotní církve.

## Život
Tarsicius byl Říman, malý chlapec, který žil v době pronásledování prvotní církve. Když byla zajata jedna skupina křesťanů, kněží řešili, jak jim před smrtí donést alespoň svaté přijímání. Bylo jim jasné, že dospělé, kteří by se chovali podezřele, by vojáci prohledávali. Tarsicius, kterému v té době bylo asi 12 let, se nabídl, že svaté přijímání vězněným donese, vycházel z předpokladu, že malý chlapec nebude tak nápadný. Tak opravdu dostal pouzdro s eucharistií (tzv. „bursu“) a pověsil si ji na krk pod oblečení.

## Smrt
Cestou jej zastavila skupinka vrstevníků, se kterými se znal, ale křesťané to nebyli. Zvali ho, ať si s nimi jde hrát, ale on nechtěl. Chlapci viděli, že pod oblečením něco úzkostlivě skrývá, ihned došli k názoru že je to křesťan a začali ho bít. Seběhli se k tomu další lidé, kteří se k bití nebohého Tarsicia také přidali. Uviděl to římský voják, také tajný křesťan, lidi rozehnal, že prý chlapce předá k potrestání.
Místo toho jej zanesl k sobě domů a ošetřoval ho. Tarsicius mu z posledních sil předal bursu a úkol donést svaté přijímání vězněným, poté z bursy obdržel svaté přijímání on sám z rukou vojáka a zemřel. Voják pak dokončil jeho úkol.